# Marcos Yáñez Fernández
Marcos Yáñez Fernández, més conegut com a Changui (Boiro, La Corunya, 10 d'abril de 1977) és un futbolista gallec, que juga com a davanter. El seu malnom prové de la seua aldea natal, A Changuiña, dins el municipi de Boiro.

## Trajectòria
Va començar a destacar al conjunt del seu poble natal, fins que va ser captat per la SD Compostela. Prompte es va destapar com un davanter amb gol, i en el seu primer any al filial compostel·là, el Vista Alegre, va ser màxim golejador de Tercera Divisió. Al 97/98, darrer any del Compostela a la màxima categoria, debuta amb el primer equip. Juga sis partits i marca un gol.
La temporada 98/99 no accepta retornar al filial, per la qual cosa és cedit al Pontevedra CF, amb qui es proclama com un dels màxims golejadors de la Segona B. A més a més, al maig de 1999 retorna al Compostela, tot marcant 4 gols en 4 jornades. El 99/00 es consolida a la SD Compostela, i suma 15 gols en 38 partits. Amb tot aquest bagatge, seria fitxat pel Deportivo de La Corunya.
Però, amb prou feines va comptar per a l'equip blanc-i-blau. De fet, entre el 2000 i el 2006 només va jugar dos partits de lliga amb els gallecs. Cada pretemporada era descartat i cedit a un equip: Elx CF (00/01), Polideportivo Ejido (01/02), sense fitxa i sense equip la temporada 02/03, UD Las Palmas (03/04), Pontevedra CF (04/05) i l'Skoda Xanthi grec (05/06). En gairebé tots aquest equips va ser suplent i no va recuperar les marques golejadores de l'etapa del Compostela.
La temporada 06/07, ja desvinculat del Deportivo, fitxa pel CF Extremadura, amb qui baixaria a Tercera Divisió. L'estiu del 2007 retorna a Sant Jaume de Compostel·la per militar al SD Ciudad de Santiago, el primer equip de la capital gallega després de la liquidació de l'antiga SD Compostela.